# 新帕杜阿
新帕杜阿是巴西南大河州的一个市镇。总面积103.239平方公里，总人口2484人，人口密度24.1人/平方公里。